# Jersey Joe Walcott
Arnold Raymond Cream (31. siječnja 1914. – 25. veljače 1994.),poznatiji kao Jersey Joe Walcott, američki prvak teške kategorije u boksu. Prvak je postao s 37 godina i 168 dana i dugo vremena je bio najstariji prvak u teškoj kategoriji.

## Karijera
Walcott je svoj profesionalni debi imao je 9. rujna 1930. godine protiv Cowboy Wallacea i pobijedio je nokautom u prvoj rundi. Imao je 45 pobjeda, 11 poraza i 1 neriješeni meč kada je prvi puta dobio priliku boriti se za titulu prvaka. 5. svibnja 1947. protiv prvaka Joe Louisa, pokazao je cijelom boksačkom svijetu svoj nevjerojatan talent. U tome dvoboju su suci oštetili Walcotta. Louis je i sam kasnije priznao da je iznenađen odlukom te je odmah ponudio revanš Walcottu. 25. lipnja 1948. godine se dogodio uzvrat, ali je tada Louis pobijedio nokautom u 11 rundi. 
22. lipnja 1949. godine Walcott dobiva opet priliku za titulu i to protiv iznimno nadarenog Ezzarda Charlesa. Izgubio je podijeljenom odlukom sudaca i sada je već bio očajan u svom nastojanju da ikada postane prvak teške kategorije. Jersey Joe je u to vrijeme bio jako cijenjen boksač i nizao je velike pobjede. 7. ožujka 1951. godine se ponovno sastao u ringu s Ezzardom Charlesom u dvoboju za titulu. Charles je tada pobijedio sudačkom odlukom. 18. srpnja 1951. godine u Pittsburghu postaje prvak teške kategorije, opet u dvoboju s Ezzardom Charlesom, kojega je nokautirao u sedmoj rundi. Odmah obećava revanš Ezzardu i u teškoj i mukotrpnoj borbi od 15 rundi obranjuje naslov. 
Titulu gubi 23. rujna 1952. godine u svom idućem dvoboju protiv tada nepobjedivog Rockyja Marciana. Marciano mu pruža revanš 15. svibnja 1953. godine u Chicagu, ali Walcott gubi u prvoj rundi nokautom te se na tako tužan način i oprašta od boksačke karijere. 

## Zanimljivosti
- Poznato je da je Walcott bio i sudac u boksačkom meču između Sonnyja Listona i Muhammada Alija.
- Jersey Joe Walcott je kasnije postao političar i radio je kao prvi crni šerif u Camden County.

## Vanjske poveznice
- www.boxrec.com  Arhivirana inačica izvorne stranice od 17. lipnja 2013. (Wayback Machine)